# East vs. West: A Hearts of Iron Game
East vs. West: A Hearts of Iron Game — отменённая глобальная стратегия Paradox Interactive, действие которой должно было происходить в эпоху холодной войны в период с 1946 по 1991 год.

## Игровой процесс
East vs. West задумывалась как отдельная игра, а не дополнение к Hearts of Iron III. Как и в других играх Hearts of Iron, игрок брал под контроль управление страной, включая её политические, дипломатические, шпионские, экономические, военные и технологические аспекты. В отличие от предыдущих игр серии, делавших акцент на масштабных конфликтах, действие East vs. West должно было происходить в эпоху холодной войны.
Были анонсированы следующие функции:
- Новая система шпионажа с использованием «шпионских карточек».
- Часы Судного дня, показывающие, насколько близок игровой мир к полному уничтожению.
- Добавление ООН, которая могла вмешиваться в глобальные события.
- Редактор кораблей.
- Гонка ядерных вооружений. В игру планировалось добавить уран в качестве ресурса, заводов (центрифуг) для производства обогащённого ядерного топлива, межконтинентальных баллистических ракет, запускаемых из шахт, атомных подводных лодок и красной ядерной кнопки.

Ожидалось, что игра сохранит многие функции из Hearts of Iron III, такие как контроль над вооруженными силами, систему стратегической войны, поддержку пользовательских модификаций и многопользовательский режим с участием до 32 игроков.

## Разработка и отмена
Разработчик игры Paradox Interactive анонсировала проект 8 октября 2012 года, выпустив трейлер, смонтированный из реальных выступлений политиков, а также кадров военной хроники. Выпуск игры был назначен на второй квартал 2013 года. После этого разработчики долго не давали комментариев по поводу разработки игры, а в марте 2014 года объявили об отмене разработки.

## Восприятие
Фил Сэвидж из PC Gamer был разочарован отменой разработки проекта, отметив, что проект выглядел многообещающе.